# Peter Claesson Prytz
Peter Claesson Prytz, född omkring 1615, död 26 april 1659, var en svensk ämbetsman.

## Biografi
Prytz föddes omkring 1615. Han var son till kyrkoherden Claudius Prytz och Margareta Ericsdotter Holm. Prytz blev i november 1633 student vid Uppsala universitet. Han blev 1641 rådman i Stockholm. Han blev 1652 justitieborgmästare i staden och preses i justitiekollegium. Prytz avled 1659 och begravdes 8 maj samma år i Storkyrkan.

### Familj
Prytz gifte sig 11 juli 1652 i Stockholm med Helena Weiler (1631–1668). Hon var dotter till assessorn Hans Weiler och Brita Mårtensdotter. De fick tillsammans sonen assessorn Claes Petersson Prytz (1654–1704) i Göta hovrätt.